# Euzophera sogai
Euzophera sogai is een vlinder uit de familie snuitmotten (Pyralidae). De wetenschappelijke naam van deze soort is voor het eerst geldig gepubliceerd in 1981 door Roesler.
De soort komt voor in tropisch Afrika.